# Catherine Lallemand
Pour les articles homonymes, voir Lallemand.
Catherine Lallemand, née le 16 août 1979 à Lobbes, est une coureuse de fond belge. Elle a remporté le titre de championne d'Europe de course en montagne 2003.

## Biographie
Souffrant d'anorexie durant son adolescence, elle débute la course à l'âge de 12 ans dans le but de maigrir pour être plus légère et être plus rapide. Elle enchaîne alors les passages à l'hôpital pour se soigner mais signe également de bons résultats en compétition. En 1996, elle rencontre un médecin qui lui prescrit une bonne alimentation si elle souhaite améliorer ses performances sportives. Le déclic opère alors et elle se fait entraîner par l'orienteur Paul Timmermans,. Elle décroche la médaille de bronze au Trophée mondial de course en montagne 1996 à Telfes et devient championne de Belgique de cross-country.
En 1998, elle termine 15e des championnats du monde de cross-country en catégorie junior. Elle connaît ensuite une rechute d'anorexie en 2000 qui lui fait frôler la mort. Elle fait son retour à la compétition en 2001 et termine 45e des championnats du monde de cross-country. Elle remporte les courses de montagne du Grand Ballon et du Poupet, puis décroche la médaille de bronze au Trophée européen à Cerklje. Elle prend part aux championnats du monde de semi-marathon à Dublin où elle termine 45e.
Elle court son premier marathon en 2003 à Annecy qu'elle remporte en 2 h 39 min 28 s. Elle remporte le titre de championne d'Europe de course en montagne à Trente en battant la championne du monde Angela Mudge. Elle remporte ensuite le titre de championne de Belgique de semi-marathon à Saint-Trond.
En 2005, elle remporte la première de ses quatre victoires aux 20 km de Bruxelles.
Elle décide de mettre un terme à sa carrière sportive en 2013, notamment à cause des séquelles d'une blessure en 2008, et devient coach sportive.

## Palmarès

### Course en montagne
| no  | féminin            | Course                                      | Longueur | Départ             | Temps           |
| --- | ------------------ | ------------------------------------------- | -------- | ------------------ | --------------- |
| 4e  | 4e                 | Trophée mondial de course en montagne       | 7,85 km  | 10 septembre 1995  | 38 min 14 s     |
| 3e  | Médaille de bronze | Trophée mondial de course en montagne       | 7,25 km  | 1er septembre 1996 | 41 min 18 s     |
| 4e  | 4e                 | Trophée mondial de course en montagne       | 7,8 km   | 7 septembre 1997   | 41 min 47 s     |
| 11e | Médaille d'or      | Montée du Grand Ballon                      | 13,5 km  | 24 mai 2001        | 1 h 11 min 57 s |
|     | Médaille d'or      | Montée du Poupet                            | 17,5 km  | 3 juin 2001        | 1 h 9 min 52 s  |
| 3e  | Médaille de bronze | Trophée européen de course en montagne      | 9 km     | 1er juillet 2001   | 57 min 28 s     |
| 2e  | Médaille d'argent  | Championnats d'Europe de course en montagne | 8 km     | 7 juillet 2002     | 41 min 5 s      |
| 1re | Médaille d'or      | Montée du Grand Ballon                      | 9 km     | 29 mai 2003        | 47 min 50 s     |
| 1re | Médaille d'or      | Championnats d'Europe de course en montagne | 8 km     | 6 juillet 2003     | 43 min 48 s     |

### Route
| Année | Compétition                               | Lieu               | Place | Épreuve          | Performance     |
| ----- | ----------------------------------------- | ------------------ | ----- | ---------------- | --------------- |
| 2002  | 20 km de Bruxelles                        | Bruxelles          | 3e    | 20 kilomètres    | 1 h 12 min 39 s |
| 2002  | Sedan-Charleville                         | Charleville        | 3e    | Course populaire | 1 h 30 min 22 s |
| 2002  | Course du Souvenir                        | Ploegsteert        | 2e    | Semi-marathon    | 1 h 16 min 30 s |
| 2003  | Marathon du lac d'Annecy                  | Annecy             | 1re   | Marathon         | 2 h 39 min 28 s |
| 2003  | Championnats de Belgique de semi-marathon | Saint-Trond        | 1re   | Semi-marathon    | 1 h 17 min 41 s |
| 2003  | Semi-marathon de Beaufort-en-Vallée       | Beaufort-en-Vallée | 1re   | Semi-marathon    | 1 h 13 min 42 s |
| 2003  | Boucles Tourquennoises                    | Tourcoing          | 3e    | 10 kilomètres    | 34 min 28 s     |
| 2003  | Marathon de Reims                         | Reims              | 2e    | Marathon         | 2 h 36 min 5 s  |
| 2004  | 20 km de Bruxelles                        | Bruxelles          | 2e    | 20 kilomètres    | 1 h 11 min 16 s |
| 2004  | Semi-marathon de Brazzaville              | Pointe Noire       | 1re   | Semi-marathon    | 1 h 13 min 10 s |
| 2004  | Semi-marathon de Bruxelles                | Bruxelles          | 1re   | Semi-marathon    | 1 h 12 min 1 s  |
| 2004  | Semi-marathon de l'A.J. Auxerre           | Auxerre            | 1re   | Semi-marathon    | 1 h 16 min 35 s |
| 2004  | Sedan-Charleville                         | Charleville        | 2e    | Course populaire | 1 h 28 min 3 s  |
| 2004  | Course du Souvenir                        | Ploegsteert        | 2e    | Semi-marathon    | 1 h 15 min 17 s |
| 2005  | 20 km de Bruxelles                        | Bruxelles          | 1re   | 20 kilomètres    | 1 h 10 min 5 s  |
| 2005  | 10 km d'Abbeville                         | Abbeville          | 1re   | 10 kilomètres    | 34 min 11 s     |
| 2005  | Semi-marathon de Beaufort-en-Vallée       | Beaufort-en-Vallée | 2e    | Semi-marathon    | 1 h 16 min 2 s  |
| 2006  | Oostende-Brugge Ten Miles                 | Bruges             | 3e    | 10 miles         | 59 min 29 s     |
| 2006  | 20 km de Bruxelles                        | Bruxelles          | 1re   | 20 kilomètres    | 1 h 12 min 21 s |
| 2006  | Maastrichts Mooiste                       | Maastricht         | 3e    | 15 kilomètres    | 56 min 12 s     |
| 2006  | 10 Miles de Frameries                     | Frameries          | 3e    | 10 miles         | 59 min 41 s     |
| 2006  | Semi-marathon de Bruxelles                | Bruxelles          | 1re   | Semi-marathon    | 1 h 18 min 53 s |
| 2007  | 20 km de Bruxelles                        | Bruxelles          | 1re   | 20 kilomètres    | 1 h 12 min 13 s |
| 2009  | 20 km de Bruxelles                        | Bruxelles          | 3e    | 20 kilomètres    | 1 h 17 min 24 s |
| 2010  | Marathon de Turin                         | Turin              | 9e    | Marathon         | 2 h 52 min 38 s |
| 2011  | 20 km de Bruxelles                        | Bruxelles          | 2e    | 20 kilomètres    | 1 h 13 min 22 s |
| 2011  | Marathon d'Eindhoven                      | Eindhoven          | 9e    | Marathon         | 2 h 47 min 20 s |
| 2013  | 20 km de Bruxelles                        | Bruxelles          | 1re   | 20 kilomètres    | 1 h 13 min 1 s  |

## Records
| Épreuve       | Performance     | Date            | Lieu       |
| ------------- | --------------- | --------------- | ---------- |
| 1 500 mètres  | 4 min 54 s 18   | 15 août 1999    | Nivelles   |
| 3 000 mètres  | 9 min 34 s 39   | 27 juin 1999    | Forest     |
| 5 000 mètres  | 16 min 3 s 28   | 7 août 1999     | Hechtel    |
| 10 000 mètres | 33 min 27 s 36  | 14 juillet 1999 | Seraing    |
| 5 kilomètres  | 16 min 15 s     | 23 avril 2006   | Anvers     |
| 10 kilomètres | 33 min 18 s     | 25 mars 2005    | Dinant     |
| 15 kilomètres | 56 min 12 s     | 11 juin 2006    | Maastricht |
| 10 miles      | 55 min 31 s     | 20 mars 2005    | Charleroi  |
| 20 kilomètres | 1 h 10 min 5 s  | 29 mai 2005     | Bruxelles  |
| Semi-marathon | 1 h 16 min 15 s | 23 avril 2006   | Anvers     |
| Marathon      | 2 h 36 min 5 s  | 26 octobre 2003 | Reims      |